# 20 kilometer gång för herrar i friidrott vid olympiska sommarspelen 2004
20 km gång, herrar vid  Olympiska sommarspelen 2004 genomfördes på Atens gator med målgång på Atens olympiska stadion den 20 augusti.

## Medaljörer
| Gren       | Guld                    | Guld    | Silver                             | Silver  | Brons                    | Brons   |
| 20 km gång | Ivano Brugnetti Italien | 1:19.40 | Francisco Javier Fernández Spanien | 1:19.45 | Nathan Deakes Australien | 1:20.02 |

## Resultat
- Q innebär avancemang utifrån placering i heatet.
- q innebär avancemang utifrån total placering.
- DNS innebär att personen inte startade.
- DNF innebär att personen inte fullföljde.
- DQ innebär diskvalificering.
- NR innebär nationellt rekord.
- OR innebär olympiskt rekord.
- WR innebär världsrekord.
- WJR innebär världsrekord för juniorer
- AR innebär världsdelsrekord (area record)
- PB innebär personligt rekord.
- SB innebär säsongsbästa.
- w innebär medvind > 2,0 m/s

| Placering             | Idrottare                        | Tid                         |
| --------------------- | -------------------------------- | --------------------------- |
| 1                     | Ivano Brugnetti (ITA)            | 1:19.40                     |
| 2                     | Francisco Javier Fernández (ESP) | 1:19.45                     |
| 3                     | Nathan Deakes (AUS)              | 1:20.02                     |
| 4                     | Jefferson Pérez (ECU)            | 1:20.38                     |
| 5                     | Juan Manuel Molina (ESP)         | 1:20.55                     |
| 6                     | Zhu Hongjun (CHN)                | 1:21.40                     |
| 7                     | Vladimir Andrejev (RUS)          | 1:21.53                     |
| 8                     | André Höhne (GER)                | 1:21.56                     |
| 9                     | Aigars Fadejevs (LAT)            | 1:22.08                     |
| 10                    | João Vieira (POR)                | 1:22.19                     |
| 11                    | Hatem Ghoula (TUN)               | 1:22.59                     |
| 12                    | Benjamin Kucinski (POL)          | 1:23.08                     |
| 13                    | Marco Giungi (ITA)               | 1:23.30                     |
| 14                    | José Alessandro Baggio (BRA)     | 1:23.33                     |
| 15                    | Takayuki Tanii (JPN)             | 1:23.38                     |
| 16                    | Luke Adams (AUS)                 | 1:23.52                     |
| 17                    | Rolando Saquipay (ECU)           | 1:24.07                     |
| 18                    | Omar Segura (MEX)                | 1:24.35                     |
| 19                    | Jaŭhen Misjulja (BLR)            | 1:25.10                     |
| 20                    | Timothy Seaman (USA)             | 1:25.17                     |
| 21                    | Kevin Eastler (USA)              | 1:25.20                     |
| 22                    | Viktor Burajev (RUS)             | 1:25.36                     |
| 23                    | Ivan Trotski (BLR)               | 1:25.53                     |
| 24                    | Luis Fernando López (COL)        | 1:26.34                     |
| 25                    | Liu Yunfeng (CHN)                | 1:27.21                     |
| 26                    | John Nunn (USA)                  | 1:27.38                     |
| 27                    | Valerij Borisov (KAZ)            | 1:27.39                     |
| 28                    | Gintaras Andriuskevicius (LTU)   | 1:27.56                     |
| 29                    | Shin Il-Yong (KOR)               | 1:28.02                     |
| 30                    | Gyula Dudás (HUN)                | 1:28.18                     |
| 31                    | Moussa Aouanouk (ALG)            | 1:28.38                     |
| 32                    | Matej Tóth (SVK)                 | 1:28.49                     |
| 33                    | Lee Dae-Ro (KOR)                 | 1:28.59                     |
| 34                    | Feodosij Tjumatjenko (MDA)       | 1:29.06                     |
| 35                    | Andrej Talasjko (BLR)            | 1:29.36                     |
| 36                    | Eleftherios Thanopoulos (GRE)    | 1:30.15                     |
| 37                    | José David Domínguez (ESP)       | 1:30.16                     |
| 38                    | Vladimir Parvatkin (RUS)         | 1:31.13                     |
| 39                    | Predrag Filipović (SCG)          | 1:31.35                     |
| 40                    | Yucheng Han (CHN)                | 1:32.18                     |
| 41                    | Park Chil-Sung (KOR)             | 1:32.41                     |
| Fullföljde inte (DNF) |                                  |                             |
| —                     | Alessandro Gandellini (ITA)      | Alessandro Gandellini (ITA) |
| —                     | Bernardo Segura (MEX)            | Bernardo Segura (MEX)       |
| —                     | Yuki Yamazaki (JPN)              | Yuki Yamazaki (JPN)         |
| Diskvalificerade (DQ) |                                  |                             |
| —                     | Xavier Moreno (ECU)              | Xavier Moreno (ECU)         |
| —                     | Jiří Malysa (CZE)                | Jiří Malysa (CZE)           |
| —                     | Noé Hernández (MEX)              | Noé Hernández (MEX)         |
| —                     | Robert Heffernan (IRL)           | Robert Heffernan (IRL)      |

## Rekord

### Världsrekord
- Jefferson Perez, Ecuador - 1:17.21 - 23 augusti 2003 - Paris, Frankrike

### Olympiskt rekord
- Robert Korzeniowski, Polen – 1:18.59 - 22 september 2000 - Sydney, Australien

## Tidigare vinnare

### OS
- 1896 – 1952: Inga tävlingar
- 1956 i Melbourne: Leonid Spirin, Sovjetunionen – 1:31.27,4
- 1960 i Rom: Volodimir Holubnitji, Sovjetunionen – 1:34.07,2
- 1964 i Tokyo: Ken Matthews, Storbritannien – 1:29.34,0
- 1968 i Mexico City: Volodimir Holubnitji, Sovjetunionen – 1:33.58,4
- 1972 i München: Peter Frenkel, DDR – 1:26.42,4
- 1976 i Montréal: Daniel Bautista Rocha, Mexiko – 1:24.40,6
- 1980 i Moskva: Maurizio Damilano, Italien – 1:23.35,5
- 1984 i Los Angeles: Ernesto Canto, Mexiko – 1:23.13
- 1988 i Seoul: Jozef Pribilinec, Tjeckoslovakien – 1:19.57
- 1992 i Barcelona: Daniel Plaza Montero, Spanien – 1:21.45
- 1996 i Atlanta: Jefferson Perez, Ecuador – 1:20.07
- 2000 i Sydney: Robert Korzeniowski, Polen – 1:18.59

### VM
- 1983 i Helsingfors: Ernesto Canto, Mexiko – 1:20.49
- 1987 i Rom: Maurizio Damilano, Italien – 1:20.45
- 1991 i Tokyo: Maurizio Damilano, Italien – 1:19.37
- 1993 i Stuttgart: Valenti Masana, Spanien – 1:22.31
- 1995 i Göteborg: Michele Didoni, Italien – 1:19.59
- 1997 i Aten: Daniel Garcia, Mexiko – 1:21.43
- 1999 i Sevilla: Ilja Markov, Ryssland – 1:23.34
- 2001 i Edmonton: Roman Rasskazov – Ryssland – 1:20.31
- 2003 i Paris: Jefferson Perez, Ecuador – 1:17.21